# كريستيان برنهارد
كريستيان برنهارد (بالألمانية: Christian Bernhard)‏ هو طبيب وسياسي نمساوي، ولد في 15 نوفمبر 1963 في النمسا. حزبياً، نشط في حزب الشعب النمساوي (6 يونيو 2012 – ) وVorarlberger Volkspartei ‏. وقد انتخب Landesrat ‏ فورارلبرغ (6 يونيو 2012 – ).